# Верхняя Пиренга
Верхняя Пиренга (Пиренгозеро Верхнее, Пиренгское Верхнее) — девятое по площади озеро Мурманской области, относится к бассейну Белого моря. С 1938 года является частью Пиренгского водохранилища.
Расположено на юго-западе области, в 55 километрах к западу от города Апатиты, находится на высоте на высоте 137 метров над уровнем моря.
Вытянуто с востока на запад, длина озера более 28 км. Площадь водной поверхности составляет 88,8 км² (133-е место в России). Площадь водосбора озера — 3360 км².
Озеро Верхняя Пиренга соединяется рекой Толвой с расположенным чуть выше Нижним Чалмозером. С 1938 года оно входит в состав Пиренгского водохранилища, являясь его западной частью. 
C 1937 по 1945 год на озере находился населённый пункт Пиренгское Верхнее Озеро. В 1982—1997 годах озеро входило в состав Пиренгского заказника.